# Auguste de Puységur
Pour les articles homonymes, voir Puységur (homonymie).
Auguste Marie Victor de Chastenet de Puységur est un homme politique français né le 14 février 1808 à Rabastens (Tarn) et décédé le 2 mars 1866 au château de la Pécadoure (Haute-Garonne).

## Biographie
Propriétaire à Rabastens, journaliste à La Gazette de France, journal légitimiste, il est député du Tarn de 1848 à 1849, siégeant à droite.

## Sources
- « Auguste de Puységur », dans Adolphe Robert et Gaston Cougny, Dictionnaire des parlementaires français, Edgar Bourloton, 1889-1891 [détail de l’édition]